# Notturno selvaggio
Notturno selvaggio (The Moonlighter) è un film del 1953 diretto da Roy Rowland.
È un film western statunitense con Barbara Stanwyck, Fred MacMurray e Ward Bond.

## Produzione
Il film, diretto da Roy Rowland su una sceneggiatura e un soggetto di Niven Busch, fu prodotto da Joseph Bernhard tramite la Joseph Bernhard Productions e girato nel ranch di Corriganville a Simi Valley e nel Melody Ranch a Newhall, in California, da aprile a maggio del 1953. Il film girato in 3-D.

## Distribuzione
Il film fu distribuito con il titolo The Moonlighter negli Stati Uniti dal 19 settembre 1953 dalla Warner Bros.
Altre distribuzioni:
- in Turchia nell'aprile del 1955 (Banka soygunculari)
- in Italia (Notturno selvaggio)
- in Belgio (De dief van middernacht)
- in Belgio (Le voleur de minuit)
- in Brasile (No Reino das Sombras)
- in Spagna (Sombras tenebrosas)
- in Francia (Le voleur de minuit)
- in Grecia (O nomos tou Lynch)

## Critica
Secondo il Morandini il film è un "western ordinario" con una geniale fuga in automobile dopo una rapina in banca, scena atipica per il genere.

## Promozione
Le tagline sono:
- A savage story of hate turned love and frenzy turned loose!
- The Screen's Big-Star, Big-Story, Man-Woman Thrill in 3D!
- "I'LL GIVE YOU AN HOUR TO CHANGE MY MIND 'MOONLIGHTER' BEFORE I TURN YOU IN!"
- The beam of the moon - the scream of a woman - the savage meeting of "The Moonlighter" and his Midnight Lady!
- THE MOST MAN-WOMAN EXCITEMENT EVENT TO EXPLODE OFF THE SCREEN IN Natural Vision 3DIMENSION!